# Robert Felisiak
Robert Felisiak (ur. 11 października 1962 we Wrocławiu) – polski szermierz, szpadzista, reprezentujący także RFN i Niemcy, mistrz olimpijski i trzykrotny medalista mistrzostw świata.
Jego pierwszym trenerem, później także w kadrze Polski, był Adam Medyński. Bronił barw AZS Politechnika Wrocławska, następnie AZS Kolejarz Wrocław. Dwukrotnie zdobywał tytuł młodzieżowego mistrza świata, miał pewne miejsce w seniorskiej reprezentacji kraju, znajdował się m.in. w kadrze przygotowującej się do, później zbojkotowanych, igrzysk w Los Angeles. W 1982 roku zdobył indywidualnie brązowy medal na mistrzostwach Europy w Mödling w 1982 roku. Dwa razy - w 1984 i 1987 - zdobywał tytuł indywidualnego mistrza Polski.
Wiosną 1988 roku nie wrócił do Polski z turnieju rozgrywanego we Francji. Zamieszkał w RFN i został zawodnikiem Fecht-Club Tauberbischofsheim. W barwach RFN wywalczył drużynowo srebrny medal na mistrzostwach świata w Denver w 1989 roku. Od następnego sezonu znajdował się już w niemieckiej reprezentacji. Podczas mistrzostw świata w Budapeszcie w 1991 roku wywalczył srebrny medal w turnieju indywidualnym przegrywając w finale z Andriejem Szuwałowem z ZSRR. Na tej samej imprezie zdobył także brązowy medal drużynowo. Na rozgrywanych rok później igrzyskach olimpijskich w Barcelonie razem z Elmarem Borrmannem, Arndem Schmittem, Uwe Proske i Władimirem Riezniczenko zwyciężył w drużynie. W turnieju indywidualnym zajął dziewiąte miejsce. 
W 1993 został Świadkiem Jehowy i z pobudek religijnych zakończył karierę. Po 2000 roku powrócił do sportu, pracując jako trener.

## Starty olimpijskie (medale)
Barcelona 1992
- szpada drużynowo -  złoto